# افجه
افجه یکی از روستاهای دهستان لواسان کوچک بخش لواسانات در شهرستان شمیرانات استان تهران ایران است. افچه که مرکز دهستان لواسان کوچک است، روستایی بزرگ و آباد و در فاصله پنج کیلومتری از شمال خاور شهر لواسان مرکز بخش لواسانات واقع گشته و ناحیه‌ای کوهستانی و سردسیر است. آب افچه از رودخانه و چشمه ساران تأمین می‌گردد. افچه ۴۴ هکتار باغ و قلمستان و ۲۸ هکتار کشتزار گندم و جو دارد، محصولش گندم و جو و بن‌شن و عسل و میوه‌اش سیب و گیلاس و آلبالو است. شغل مردمش کشاورزی و گله‌داری است و ۲۲۰۰ گوسفند و بز در افچه نگهداری می‌شود. اهالی محلی افجه در دشت لار کوچک (قُلقُلَک) و دشت لار بزرگ (مَرغسر) حق چرا دارند و از دیرباز تا کنون در آن پهنه وسیع به دامداری می‌پردازند.
صاحب طرائق که به سال ۱۳۱۵ قمری از آنجا دیدن کرده در باب آن چنین نوشته:
«افچه جای بسیار باصفا و خوبی است، باغات زیاد و آبشارهای بسیار دارد، در واقع پایتخت لواسان کوچک است، به قدر لزوم دکاکین هم دارد… جوراب بافی در آنجا کسب معتبری است… از جمله عمارات خوب افچه قصر رفیع و بنای منیع مرحوم میرزا آقاخان صدر اعظم نوری است اگرچه محتاج مرمت است.» محمد مهدی علی نقیان از شاعران بزرگ افجه است که دیوان شعر تو ای ممد از اوست.
فاصله افجه تا شمال شرق تهران به ۳۰ کیلومتر می‌رسد و همین فاصله کم موجب شده است تا پاتوقی همیشگی برای تعطیلات آخر هفته شهروندان تهرانی باشد.

## جمعیت
براساس سرشماری مرکز آمار ایران که در سال ۱۳۹۵ صورت گرفته، جمعیت آن ۱٬۲۵۷ نفر (۴۲۷ خانوار) بوده است.

## مشاهیر
از شخصیت‌های مشهور افجه باید از سید جمال‌الدین افجه‌ای از مشروطه خواهان بنام ایران یاد کرد. همچنین دو فرزند وی سید مهدی افجه‌ای و سید محمد هادی افجه‌ای از دانشمندان زمان خویش بوده‌اند؛ و نیز علامه میرزا آقا افجه‌ای از شاگردان ملا حسینقلی همدانی از مشاهیر شخصیت‌های افجه است.

## جاذبه‌های طبیعی
دشت هویج که به زبان محلی آن را گرچال یا گهچال یا گیاه چال می‌نامند که هر یک نسبت به وجه تسمیه تفسیری خاص خود را دارد، یکی از زیباترین جاذبه‌های روستای افچه است که در بالادست مرکز روستا قرار دارد. برای رسیدن به دشت هویج از تهران ۲ مسیر پیش روی قرار دارد؛ اولی یک جاده آسفالته ۵ کیلومتری است که با عبور از جاده لشگرک ما را به شهر لواسان و در نهایت افچه و دشت هویج می‌رساند. راه دوم نیز ۸ کیلومتر مسافت دارد و به طرف شمال شرقی می‌رود. به دلیل کوهستانی بودن منطقه، رسیدن به دشت هویج در تابستان حدود یک ساعت و نیم و در زمستان به بیش از ۲ ساعت زمان نیاز دارد که ممکن است در فصل سرما گردشگران را با دردسرهایی روبه رو کند. اغلب مسافرانی که به دشت هویج سفر می‌کنند، گشتی در مزارع و باغ‌های آن زده و چند ساعتی را با طبیعت بکر این منطقه سپری می‌کنند.
سقاخانه حضرت ابوالفضل
که از قدیم الایام محل راز و نیاز مردم افجه بود. در محله پایین این روستا کنار مسجد واقع شده است.
چنار کهنسال
در محله پایین روستای افجه روبروی سقاخانه حضرت ابوالفضل علیه السلام واقع شده است. داخل این چنار تو خالی می‌باشد که در گذشته فردی داخل این درخت مغازه قصابی دایر نموده بوده است.
حمام دوره صفویه
قدمت این حمام مربوط به عصر صفویه می‌باشد. و در محله بالای افجه کمی پایین‌تر از گورستان قرار دارد.